# Белка Бердмора
Белка Бердмора (лат. Menetes berdmorei) — вид из рода многополосых белок (Menetes) семейства Беличьих, обитающий в Юго-Восточной Азии. Ареал простирается от востока Мьянмы до Вьетнама; однако не заходит на Малайский полуостров.

## Описание
Этот вид мало изучен. Окраска спины у этого вида серо-коричневая и брюшная сторона беловатая. Бросаются в глаза продольные полосы по бокам. Две бежевые продольные полосы обрамляют коричневую. Морда узкая, несколько напоминающая мышиную, а ещё в большей степени тупайю. Длина тела 20 см, длина хвоста 15 см.

## Образ жизни
Как белка ведущая преимущественно наземный образ жизни пальмовая белка Бердмора редко лазает по деревьям. В основном она прячется в подлеске дождевых лесов. Однако они часто проникают в агроландшафты и сельские населённые пункты. В некоторых районах на рисовых полях они встречаются повсеместно. Несмотря на такое обилие, пальмовые белки Бердмора плохо изучены, поэтому мало что известно об их образе жизни.

## Систематика
Пальмовая белка Бердмора — единственный вид рода Menetes. Он был описан в 1849 году Эдвардом Блитом как Sciurus berdmorei из региона Тенассерим в Бирме (ныне Мьянма).